# Formula 2 (album)
Formula 2 è un album di Loretta Goggi pubblicato su etichetta Durium nel 1973.
L'album è stato presentato all'interno del varietà televisivo del sabato sera Formula due, per la regia di Eros Macchi in coppia con Alighiero Noschese. Il disco è prodotto da Enrico Polito e conteneva anche Molla Tutto, sigla della trasmissione. Tra gli altri brani Come diceva il Poeta, cover di un brano del musicista brasiliano Vinícius de Moraes e Fio Maravilha, anch'essa cover di un grande successo di Toquinho. La copertina vede Loretta in una inedita versione quotidiana,  fotografata in vari momenti della sua giornata, con le foto composte in modo da formare la sagoma di una farfalla. L'album è stato ristampato dalla Sony/BMG nel 2002.

## I musicisti
- Voce: Loretta Goggi
- Arrangiamenti: Enrico Simonetti, Enrico Polito
- Testi:Antonio Amurri, Giancarlo Bigazzi, Dino Verde, Sergio Bardotti, Enzo Malepasso, Cristiano Malgioglio, Paolo Limiti

## Tracce
Testi di Antonio Amurri, Dino Verde, Luciano Beretta, Loretta Goggi, Giancarlo Bigazzi, Sergio Bardotti, Paolo Limiti, Enzo Malepasso, Cristiano Malgioglio, musiche di Enrico Simonetti.
1. Molla tutto – 2:45 (testo: Antonio Amurri, Dino Verde – musica: Enrico Simonetti)
2. Un pomeriggio con te – 2:55 (testo: Loretta Goggi – musica: Gianni Wright)
3. Come diceva il poeta – 2:49 (testo: Vinícius de Moraes, Gepy & Gepy, Sergio Bardotti – musica: Toquinho)
4. Esci dalla mia mente – 3:27 (Enrico Zannelli)
5. Fio Maravilha – 3:38 (Luciano Beretta, Jorge Ben)
6. Amanti ed angeli – 3:53 (testo: Giancarlo Bigazzi – musica: Totò Savio, Enrico Polito)
7. Il cuscino – 3:29 (testo: Sergio Bardotti, Paolo Limiti – musica: Sylvia Robinson, Michael Burton)
8. Solo l'emozione – 3:59 (testo: Luigi Gnolo, Enzo Malepasso, Cristiano Malgioglio)
9. Na na na – 2:25 (testo: Sergio Bardotti – musica: Vincenzo Foglietta)
10. Mettiamo che tu – 4:00 (testo: Antonio Amurri – musica: Enrico Simonetti)